# Lamoni
Lamoni és una població dels Estats Units a l'estat d'Iowa. Segons el cens del 2000 tenia 2.444 habitants.

## Demografia
Segons el cens del 2000, Lamoni tenia 2.444 habitants, 818 habitatges, i 428 famílies. La densitat de població era de 294 habitants/km².
Dels 818 habitatges en un 21,4% hi vivien nens de menys de 18 anys, en un 44,7% hi vivien parelles casades, en un 5,9% dones solteres, i en un 47,6% no eren unitats familiars. En el 36,7% dels habitatges hi vivien persones soles el 16,5% de les quals corresponia a persones de 65 anys o més que vivien soles. El nombre mitjà de persones vivint en cada habitatge era de 2,14 i el nombre mitjà de persones que vivien en cada família era de 2,84.
Per edats la població es repartia de la següent manera: un 15,1% tenia menys de 18 anys, un 39,6% entre 18 i 24, un 13,9% entre 25 i 44, un 15,6% de 45 a 60 i un 15,8% 65 anys o més.
L'edat mediana era de 23 anys. Per cada 100 dones de 18 o més anys hi havia 92,2 homes.
La renda mediana per habitatge era de 24.735 $ i la renda mediana per família de 41.926 $. Els homes tenien una renda mediana de 27.875 $ mentre que les dones 20.781 $. La renda per capita de la població era de 13.105 $. Entorn del 10,5% de les famílies i el 19,6% de la població estaven per davall del llindar de pobresa.

## Poblacions més properes
El següent diagrama mostra les poblacions més properes.